# Crescent City Connection
Le Crescent City Connection, en abrégé CCC, (anciennement le Greater New Orleans Bridge, à savoir le Grand pont de La Nouvelle-Orléans), est un ensemble de deux ponts cantilever jumeaux permettant à la U.S. Route 90 de franchir le fleuve Mississippi à La Nouvelle-Orléans, en Louisiane. Ils constituent le cinquième plus grand ponts cantilever du monde.

## Localisation
C'est l'avant-dernier pont construit sur le Mississippi en Louisiane. Un autre pont a été ouvert en 2011, le James Audubon Bridge.
C’est le pont le plus en aval sur le fleuve Mississippi. 

## Trafic
Le pont le plus récent est aussi le pont le plus large et supportant la plus forte densité de circulation sur le Mississippi inférieur, les seuls autres ponts comparables sur le Mississippi sont situés dans l’aire urbaine de Minneapolis-St-Paul (le Saint Anthony Falls Bridge, le pont de Dartmouth et le pont Wakota). Le trafic sur les deux ponts est d’environ 180 000 véhicules par jour.

## Histoire

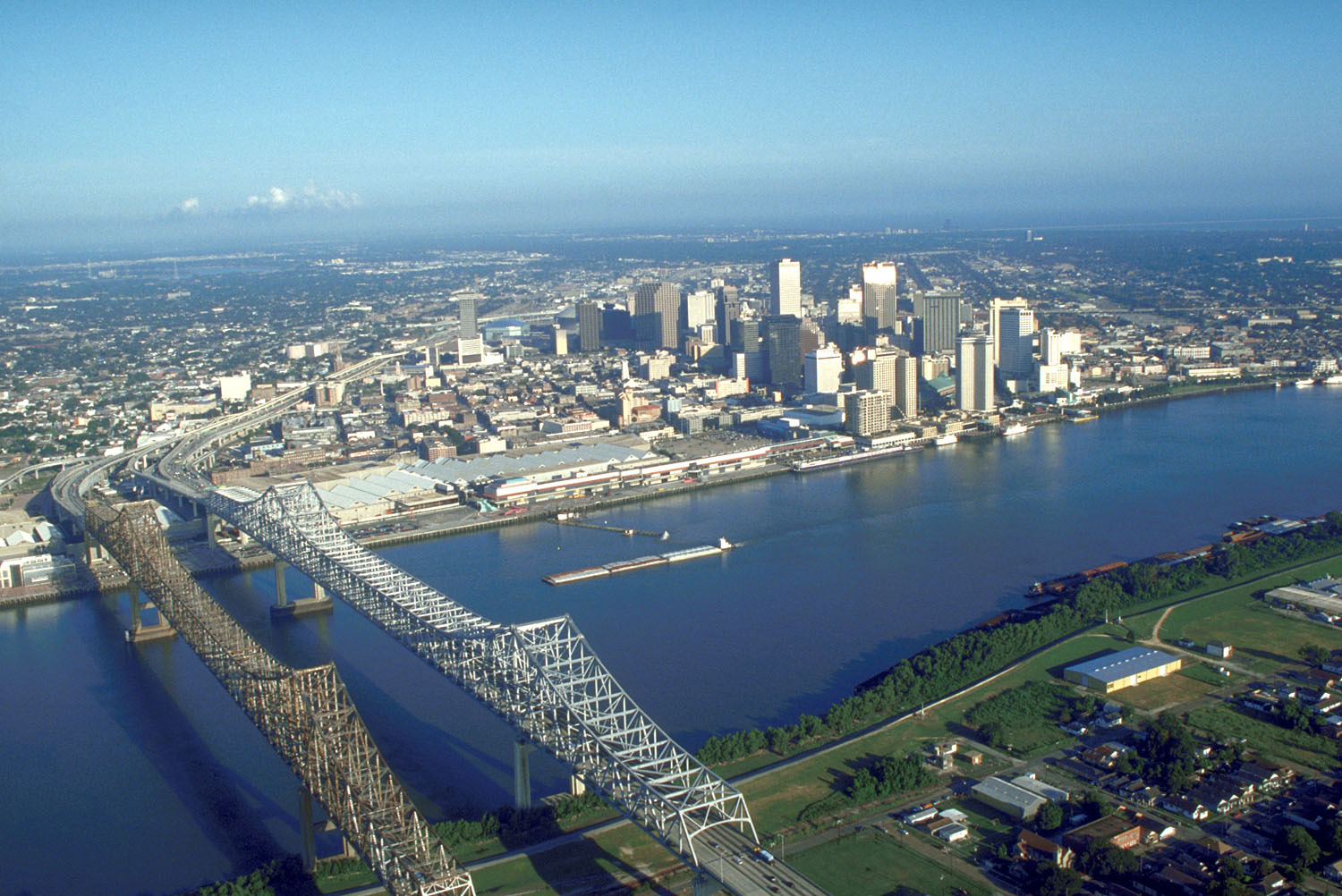
Les deux ponts jumeaux de la Crescent City Connection – En arrière-plan La Nouvelle-Orléans.

La « Mississippi River Bridge Authority », plus connue depuis 1989 sous le nom de Crescent City Connection Division (CCCD), commença la construction du premier pont en novembre 1954. Celui-ci fut mis en service en avril 1958 sous le nom de Greater New Orleans Bridge, le plus grand pont de La Nouvelle-Orléans. Lors de son ouverture, le pont était le pont cantilever le plus long au monde, même si en termes de longueur de la travée principale, il était le troisième derrière le pont sur le Forth et le pont de Québec. Il supportait deux voies de circulation dans chaque sens, et stimula la croissance de la zone périurbaine connue sous le nom de West Bank (pour son emplacement sur la rive ouest de la rivière, alors qu’elle est géographiquement sud-est de La Nouvelle-Orléans). 
La construction du deuxième ouvrage commença en mars 1981. Malgré les engagements qu'il soit prêt pour l'Exposition universelle de 1984 en Louisiane, il ne fut ouvert à la circulation qu’en septembre 1988. Le deuxième pont a été initialement dénommé le Greater New Orleans Bridge No. 2. 
Les deux ponts ont été conçus par Modjeski & Masters, Inc. Dès que le nouvel ouvrage a été ouvert, le plus ancien a été fermé temporairement par phases pour permettre le remplacement du tablier en asphalte-sur-acier par un tablier en béton. Toutes les entrées et sorties du pont ont de même été traitées ainsi. 

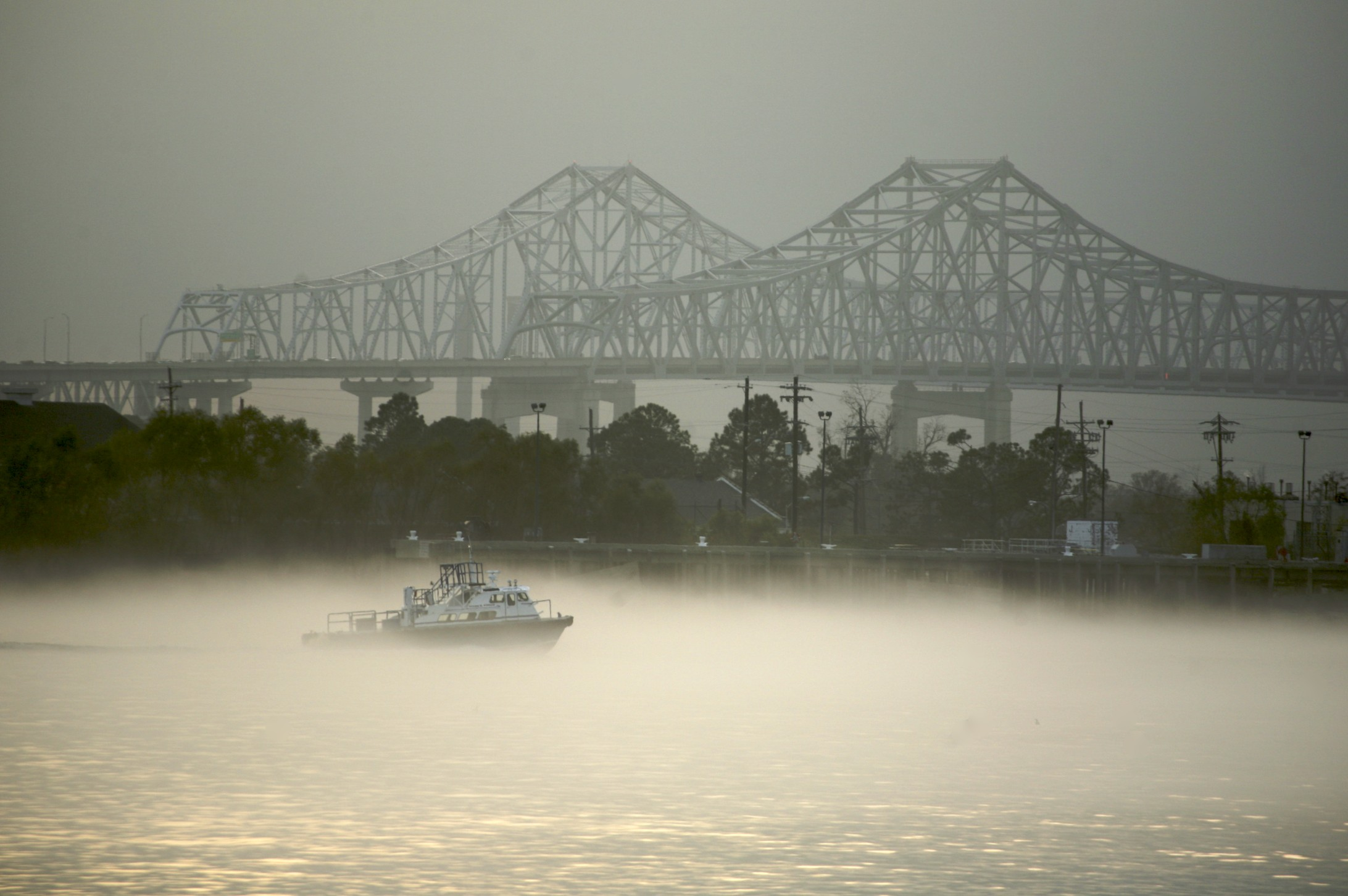
Brume sur les ponts.

Après l’achèvement du deuxième pont, un concours public eut lieu en 1989 afin de renommer les ouvrages. Celui-ci fut remporté par Jennifer Grodsky de l’école Saint-Clément de Rome à Metairie, en Louisiane, le 17 mars. Le nom a été choisi devant le deuxième nom, le Greater New Orleans Superspan.
À la suite de ce concours, l’État de Louisiane désigna officiellement les ponts sous l’appellation Crescent City Connection. Il est entretenu et surveillé par la CCCD, une division spéciale du ministère des Transports et du développement de la Louisiane qui depuis 1989 a le contrôle de tous les franchissements du Mississippi, dans La Nouvelle-Orléans, Jefferson et les paroisses Saint-Bernard.

## Descriptif
Les ponts sont très similaires. La longueur totale de chaque structure est de 920 m et la portée principale est de 480 m. La principale différence entre eux est la largeur : 16 m pour le premier et 28 pour le deuxième. Ce dernier supporte 4 voies de circulation et deux voies à grand gabarit qui sont réversibles.
La structure s’appuie sur quatre piles dont une seule est dans le lit du fleuve. Toutes les piles sont identiques en forme au-dessus du sol, avec la même largeur, mais la profondeur des fondations est variable pour chacune d’elles, du fait que chacune repose sur des natures de fonds différentes.

Élévation de l'ouvrage.